# Georg Funkquist

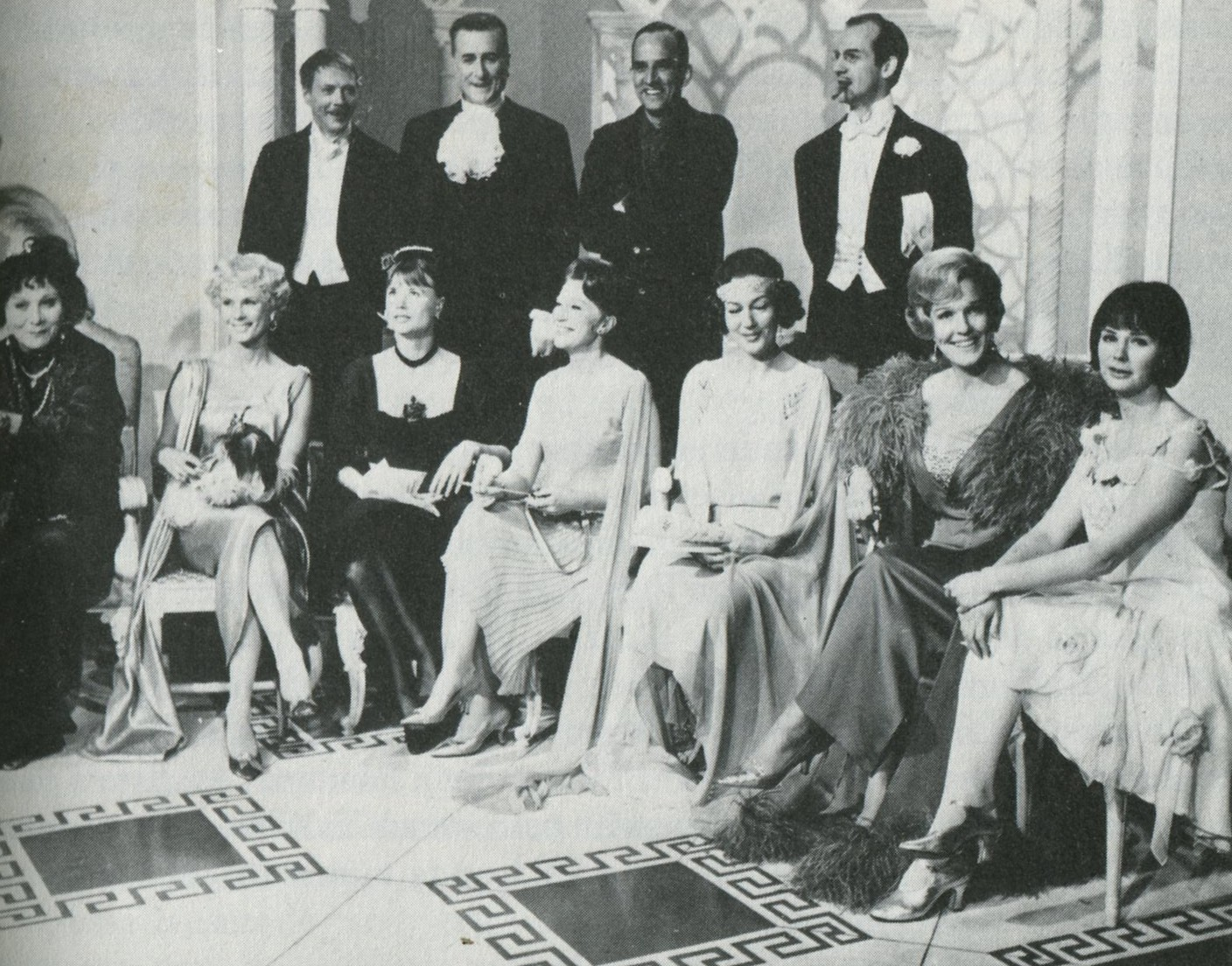
Componentes del film För att inte tala om alla dessa kvinnor (1964). De pie, desde la izq.: Allan Edwall, Georg Funkquist, Ingmar Bergman y Jarl Kulle. Sentadas, desde la izq.: Karin Kavli, Bibi Andersson, Harriet Andersson, Gertrud Fridh, Barbro Hiort af Ornäs, Eva Dahlbeck y Mona Malm

Georg Funkquist (13 de marzo de 1900 - 23 de octubre de 1986) fue un actor de nacionalidad sueca.

## Biografía
Su nombre completo era Georg Herman Fredrik Funkquist, y nació en Uppsala, Suecia, siendo su padre Herman Funkquist. Tras completar sus estudios en la escuela del Teatro Dramaten, Funkquist trabajó en Finlandia. Sin embargo, tuvo una exitosa carrera cinematográfica en Suecia. En los años 1950 estuvo asociado con el Nya Teatern de Estocolmo y, durante diferentes períodos, con el Dramaten. Además fue un reconocido actor radiofónico. 
Georg Funkquist falleció en Estocolmo en el año 1986, siendo enterrado en el Cementerio de la Iglesia de Ingarö.

## Filmografía
- 1922 : Amatörfilmen
- 1925 : Karl XII del II
- 1925 : Karl XII
- 1931 : Röda dagen
- 1931 : Kärlek måste vi ha
- 1936 : Stackars miljonärer
- 1937 : Lyckliga Vestköping
- 1937 : Mamma gifter sig
- 1937 : En flicka kommer till sta'n
- 1938 : Adolf klarar skivan
- 1939 : Vi på Solgläntan
- 1939 : Kalle på Spången
- 1940 : Swing it, magistern!
- 1940 : Romans
- 1940 : Hennes melodi
- 1940 : Familjen Björck
- 1941 : Hem från Babylon
- 1941 : Första divisionen
- 1941 : Fröken Vildkatt
- 1941 : Fröken Kyrkråtta
- 1942 : En sjöman i frack
- 1942 : En trallande jänta
- 1942 : Lyckan kommer
- 1942 : Flickan i fönstret mitt emot
- 1943 : Kajan går till sjöss
- 1943 : Det brinner en eld
- 1943 : Ombyte av tåg
- 1943 : Anna Lans
- 1943 : Lille Napoleon
- 1943 : Kvinnor i fångenskap
- 1943 : En vår i vapen
- 1943 : Stora skrällen
- 1943 : Kajan går till sjöss
- 1944 : Vändkorset
- 1944 : Vi behöver varann
- 1944 : Appassionata
- 1945 : I som här inträden
- 1945 : Idel ädel adel
- 1945 : Brott och Straff
- 1946 : Det är min modell
- 1947 : Får jag lov, magistern!
- 1947 : Kvinna utan ansikte
- 1948 : Intill helvetets portar
- 1948 : Solkatten
- 1948 : Kvinnan gör mig galen
- 1949 : Singoalla
- 1951 : Sommarlek
- 1951 : Dårskapens hus
- 1951 : Kvinnan bakom allt
- 1952 : H.C. Andersens sagor
- 1952 : Åke klarar biffen
- 1954 : I rök och dans
- 1955 : Paradiset
- 1956 : Ratataa
- 1956 : Främlingen från skyn
- 1956 : Flamman
- 1958 : Jazzgossen
- 1958 : Kvinna i leopard
- 1960 : Djävulens öga
- 1962 : Nils Holgerssons underbara resa
- 1962 : Åsa-Nisse på Mallorca
- 1963 : Lyckodrömmen
- 1964 : För att inte tala om alla dessa kvinnor
- 1965 : Salta gubbar och sextanter
- 1967 : Drottningens juvelsmycke
- 1970 : Frida och hennes vän
- 1970 : Reservatet
- 1971 : Lockfågeln
- 1973 : Din stund på jorden
- 1974 : Monismanien 1995
- 1977 : Friaren som inte ville gifta sig

## Teatro (selección)

### Actor
- 1922 : Riddar Blåskäggs åttonde hustru, de Alfred Savoir, dirección de Olof Molander, Dramaten
- 1922 : Äventyret, de Gaston Arman de Caillavet y Robert de Flers, dirección de Karl Hedberg, Dramaten
- 1924 : Charites porträtt, de Einar Christiansen, dirección de Pauline Brunius, Svenska teatern de Estocolmo[2]
- 1925 : Skuggan, de Dario Nicodemi, dirección de Nils Johannisson, Svenska teatern[3]
- 1925 : Herrn som kommer klockan 5, de Maurice Hennequin y Pierre Veber, dirección de Knut Nyblom y Albert Ranft, Svenska teatern[4]
- 1925 : Alarmklockan, de Maurice Hennequin y Romain Coolus. dirección de Gunnar Klintberg, Vasateatern[5]
- 1925 : Brinnande jord, de François de Curel, dirección de Gunnar Klintberg, Vasateatern[6]
- 1926 : Borgmästarinnan, de Maurice Hennequin y Pierre Veber, dirección de Albert Ranft, Vasateatern[7]
- 1927 : Revyprimadonnan, de Svasse Bergqvist, dirección de Sigurd Wallén, Folkan[8]
- 1929 : Siegfried, de Jean Giraudoux, dirección de Olof Molander, Dramaten
- 1931 : Anständighetens vällust, de Luigi Pirandello, dirección de Anders de Wahl, gira[9]
- 1933 : Noche de reyes, de William Shakespeare, dirección de Per Lindberg, Blancheteatern[10]
- 1934 : Razzia, de Kar de Mumma, dirección de Harry Roeck-Hansen, Blancheteatern[11]
- 1935 : Härmed hava vi nöjet, de Kar de Mumma, Karl-Ewert y Alf Henrikson, dirección de Harry Roeck-Hansen, Blancheteatern[12]
- 1936 : Cassini de Paris, de Rudolf Lothar y Hans Adler, dirección de Harry Roeck Hansen, Vasateatern[13][14]
- 1936 : Han som ville bli bedragen, de Fernand Crommelynck, dirección de Per Lindberg, Vasateatern[15]
- 1937 : Ungdomen kommer med åren, de Seymour Hicks y Ashley Dukes, dirección de Gunnar Tolnæs, Vasateatern[16]
- 1937 : I kärlek BC, de Ladislaus Bus-Fekete, dirección de Martha Lundholm, Vasateatern[17]
- 1937 : Axel i sjunde himlen, de Paul Morgan, Hans Schütz y Ralph Benatzky, dirección de Max Hansen, Vasateatern[18]
- 1939 : Mitt i Europa, de Robert E. Sherwood, dirección de Rune Carlsten, Dramaten
- 1939 : Nederlaget, de Nordahl Grieg, dirección de Svend Gade, Dramaten
- 1939 : Kejsaren av Portugallien, de Selma Lagerlöf, dirección de Rune Carlsten, Dramaten
- 1940 : Mucho ruido y pocas nueces, de William Shakespeare, dirección de Alf Sjöberg, Dramaten
- 1940 : Medelålders herre, de Sigfrid Siwertz, dirección de Rune Carlsten, Dramaten
- 1940 : Den lilla hovkonserten, de Toni Impekoven y Paul Verhoeven, dirección de Rune Carlsten, Dramaten
- 1941 : Vi skiljas, de Victorien Sardou y Émile de Najac, dirección de Alf Sjöberg, Dramaten
- 1941 : Gudarna le, de A. J. Cronin, dirección de Carlo Keil-Möller, Dramaten
- 1942 : Beredskap, de Gunnar Ahlström, dirección de Alf Sjöberg, Dramaten
- 1942 : Swedenhielms, de Hjalmar Bergman, dirección de Carlo Keil-Möller, Dramaten
- 1942 : Ut till fåglarna, de George S. Kaufman y Moss Hart, dirección de Alf Sjöberg, Dramaten
- 1943 : Vår hemliga dröm, de Robert Boissy, dirección de Carlo Keil-Möller, Dramaten
- 1943 : Tre valser, de Oscar Straus, Paul Knepler y Armin Robinson, dirección de Leif Amble-Naess, Teatro Oscar[19]
- 1944 : Serenad, de Staffan Tjerneld y Lajos Lajtai, dirección de Leif Amble-Naess, Teatro Oscar[20]
- 1947 : Born Yesterday, de Garson Kanin, dirección de Per-Axel Branner, Biograf Edison[21]
- 1950 : Nina, de André Roussin, dirección de Per-Axel Branner, Biograf Edison[22]
- 1958 : Clérambard, de Marcel Aymé, dirección de Gösta Folke, Norrköping-Linköping stadsteater
- 1959 : My Fair Lady, de Frederick Loewe y Alan Jay Lerner, dirección de Sven Aage Larsen, Teatro Oscar[23]
- 1961 : El enfermo imaginario, de Molière, dirección de Sandro Malmquist, Riksteatern[24]

### Director
- 1964 : Karusellen, Stockholms stadsteater

## Radioteatro
- 1941 : John Blundqvist, de Berndt Carlberg, dirección de Carl-Otto Sandgren[25]
- 1942 : Herr Dillman får besök, de Bigi Wennberg y Gösta Rybrant, dirección de Carl-Otto Sandgren[26]
- 1944 : Amiralinnan, de Hilding Östlund, dirección de Gunnar Olsson[27]
- 1945 : Blotta misstanken, de Karl Ragnar Gierow, dirección de  Alf Sjöberg[28]